# Mattias Hugosson
Erik Mattias Hugosson (Gävle, 24 gennaio 1974) è un ex calciatore svedese, di ruolo portiere.

## Carriera
Ha trascorso gran parte della sua carriera nel Gefle: vi militò ininterrottamente dal 1998 al 2013, oltre a ritornarvi nel 2016 a 42 anni come riserva.
Da quando il Gefle è stato promosso in Allsvenskan nel 2005, Hugosson è sempre sceso in campo tutte le partite, senza mai saltarne una. Questa striscia si è fermata solo in occasione della prima giornata dell'Allsvenskan 2013 quando, influenzato, ha lasciato spazio al suo vice Emil Hedvall.
Durante l'Allsvenskan 2011 la sua porta è stata imbattuta per 699 minuti di fila, quarto record di sempre per quanto riguarda l'Allsvenskan.
Nonostante il ritiro dal calcio giocato annunciato qualche mese prima, nell'agosto 2014 è tornato in attività iniziando una breve parentesi come terzo portiere dell'IFK Göteborg. Nel maggio 2016, all'età di 42 anni, è ritornato al Gefle come secondo portiere a seguito dell'infortunio di Andreas Andersson. Nel settembre del 2018 ha accettato di ritornare temporaneamente in attività, nonostante i 44 anni di età: il Gefle, invischiato in una difficile lotta salvezza nelle ultime giornate della Superettan 2018, aveva entrambi i portieri infortunati.